# 설영흥
설영흥(1945년~)은 현대자동차그룹의 기업인이며 대만 출신의 화교이다. 정몽구 회장과 깊은 인연이 있다.

## 개요
설영흥 부회장은 1945년생으로 국빈이라는 중국요리집을 경영하던 부친에 의해 정몽구 회장과 당구 친구가 된 것으로 알려져 있다. 당시 정몽구 회장은 그 음식점의 고객이었다고 한다. 그는 정몽구 회장과의 친분으로 1990년부터 현대차그룹을 위해 투신했으며 4년 뒤에는 현대정공의 고문으로 발탁되었다. 현대자동차그룹에 들어가기 전에는 대만 국립성공대학 회계학과를 졸업한 후 일찍부터 개인사업에 뛰어들었다고 알려졌다. 대학 재학 중이던 1963년에는 약 50일간 국내 한센병 환자들의 집단 거주지인 소록도에서 머물며 봉사활동을 하기도 했다고 한다.
2002년 현대차가 중국에 진출하기 시작하면서부터 주룽지 총리를 만나 베이징현대차 합작법인 설립에 대한 승인을 얻어내 정몽구 회장으로부터 큰 신임을 얻었다고 한다. 2004년 현대차그룹의 중국사업담당 총괄 부회장에 오르고 난 뒤에도 설 부회장은 두터운 인맥과 풍부한 현지경험 등을 무기로 뛰어난 성과를 계속 일궜다. 베이징에 현대차의 1, 2, 3공장을 성공적으로 설립했고, 장쑤성 옌청에도 기아자동차의 공장 3곳을 세워 현지에서의 생산량을 확대했다.

## 학력
- 1968년 대만 성공대학 회계과 졸업
- 1990년 동국대학교 경영대학원 수료

## 경력
- 1990년 노벨정밀금속 회장
- 1990년 한성화교협회 부회장
- 1994년 현대정공 상임고문
- 1999년 현대ㆍ기아차 상임고문
- 2004년 현대차 부회장